# Baby (sang af Justin Bieber)
 Der er for få eller ingen kildehenvisninger i denne artikel, hvilket er et problem. Du kan hjælpe ved at angive troværdige kilder til de påstande, som fremføres i artiklen.

 For alternative betydninger, se Baby (flertydig). (Se også artikler, som begynder med Baby)
"Baby" er en pophitsang af canadiske Justin Bieber, som har været på hitlisterne i flere nationer. Den blev udgivet som den første single fra den sidste halvdel af Biebers debutalbum, My World 2.0. Sangen blev skrevet af Bieber med Christopher "Tricky" Stewart og The-Dream, der begge arbejdede med Bieber på "One Time", og også af R&B-sangeren Christina Milian og pladeselskabskammeraten, rapperen Ludacris.
Sangen har været nomineret til flere priser. Musikvideoen til sangen er en af verdens mest sete YouTube-videoer, med over 300 millioner visninger. Til trods for så mange visninger har ingen andre videoer på hjemmesiden haft så mange "dislikes", som er en stemme, YouTube-brugere kan give. Dette betyder, at de fleste brugere, som har set videoen, synes dårligt om den.
Baby er udgivet af Island Records med popartisten Justin Bieber og rapperen Ludacris. Sangen handler om kærlighed.

## Musikvideo
Optagelserne til musikvideoen begyndte i løbet af ugen af 25. januar 2010 i Los Angeles. Den blev filmet på Universal CityWalk af instruktøren Ray Kay, som tidligere havde instrueret videoer for blandt andre Beyoncé Knowles, Lady Gaga, Alexandra Burke og Cheryl Cole. Ludacris sagde, at videoen "er som en 2010 version af Michael Jacksons "The Way You Make Me Feel"."